# Lucia Bosetti
Lucia Bosetti (ur. 9 lipca 1989 roku w Tradate) – włoska siatkarka, reprezentantka kraju, powołanie do kadry narodowej otrzymała w 2008 roku. Gra na pozycji przyjmującej. 
Po ukończonym sezonie 2022/2023 postanowiła zakończyć siatkarską karierę i zostać menadżerem klubu Cbf Balducci Hr Macerata.

## Życie prywatne
Jej ojciec Giuseppe Bosetti jest trenerem siatkarskim, aktualnie prowadzi juniorską reprezentację Włoch kobiet, a jej matka Franca Bardelli była siatkarką, wielokrotną reprezentantką Włoch. Ma dwie młodsze siostry Caterinę i Chiarę, które są również siatkarkami.

## Sukcesy reprezentacyjne

### juniorskie
Mistrzostwa Europy Kadetek:
- 2005

Mistrzostwa Europy Juniorek:
- 2006

### seniorskie
Volley Masters Montreux:
- 2018
- 2009
- 2008, 2019

Grand Prix:
- 2017
- 2008, 2010

Letnia Uniwersjada:
- 2009

Mistrzostwa Europy:
- 2009
- 2019

Puchar Wielkich Mistrzyń:
- 2009

Piemonte Woman Cup:
- 2010

Puchar Świata:
- 2011

Igrzyska Śródziemnomorskie:
- 2013

Mistrzostwa Świata:
- 2018

## Sukcesy klubowe
Liga Mistrzyń:
- 2010
- 2016

Klubowe Mistrzostwa Świata:
- 2016
- 2010

Mistrzostwo Włoch:
- 2011, 2013, 2014
- 2012

Puchar Włoch:
- 2013, 2014

Superpuchar Włoch:
- 2013

Mistrzostwo Turcji:
- 2015
- 2016

Puchar Turcji:
- 2015

Superpuchar Turcji:
- 2015

## Nagrody indywidualne
- 2005: Najlepsza przyjmująca Mistrzostw Europy Kadetek
- 2006: Najlepsza serwująca Mistrzostwa Europy Juniorek
- 2008: Nagroda Arnaldo Eynarda (najlepsza siatkarka do lat 20)
- 2009: Nagroda Arnaldo Eynarda (najlepsza siatkarka do lat 20)
- 2013: MVP Superpucharu Włoch
- 2013: MVP finału Mistrzostw Włoch
- 2014: MVP Pucharu Włoch
- 2014: Najlepsza siatkarka Trofeo Gazzetta Serie A
- 2014: MVP finału Mistrzostw Włoch
- 2018: Najlepsza przyjmująca turnieju Volley Masters Montreux